# Phyllonorycter cytisifoliae
Phyllonorycter cytisifoliae là một loài bướm đêm thuộc họ Gracillariidae. Nó được tìm thấy ở quần đảo Canaria.
Ấu trùng ăn Chamaecytisus proliferus. Chúng ăn lá nơi chúng làm tổ. They create small, upper-surface, tentifom mine. The mine is only little folded và hardly contracts the leaflet. Pupation takes place inside the mine.